# FK Ibar Rožaje
FK Ibar (crnogorski: ФК Ибар) nogometni je klub iz Rožaja, Crna Gora. U sezoni 2024./25. natječe se u Drugoj ligi Crne Gore.
Klub je dobio ime po rijeci Ibar, najdužoj rijeci u Crnoj Gori, koja izvire u Rožajama.

## O klubu
Klub je osnovan 1938. godine u Rožajama, Kraljevina Jugoslavija. Najveći uspjesi kluba postignuti su nakon 1992. godine kada je klub igrao u Drugoj ligi SR Jugoslavije. U Drugoj ligi SR Jugoslavije 1999./00. FK Ibar igrao je u ligi Zapad i završio na 17. mjestu s 29 bodova u 34 utakmice. Dvije godine kasnije završili su na posljednjem mjestu Južne skupine. Na vječnoj tablici druge lige od 1992. do 2002. FK Ibar zauzima 67. mjesto sa 114 bodova.
Nakon osamostaljenja Crne Gore klub je stalno igrao u Drugoj ligi. U prvoj sezoni 2006./07. odigrali su najbolju sezonu u povijesti kluba. FK Ibar završio je na trećem mjestu sa 63 boda, šest bodova manje od drugoligaša FK Lovćen i tako se plasirao u doigravanju za Prvu ligu. U posljednjem kolu lige izgubili su na domaćem terenu od FK Lovćen praćeni incidentima na i izvan stadiona u Rožajama. Odlukom FSCG nisu smjeli igrati u Rožajama u doigravanju protiv FK Dečić.

U Kupu Crne Gore klub je igrao osminu finala 2007./08.

## Stadion
Klub domaće utakmice igra na stadionu Bandžovo Brdo u Rožajama. Stadion ima zapadnu i južnu tribinu. Kapacitet se ne može precizno odrediti jer su tribine bez sjedala. Na najvažnijim utakmicama broj gledatelja je iznosio i do 5000.

## Navijači
Navijači Ibra poznati su kao Gazije. Gazi ili Gazija (u množini Gazije) bila je počasna titula u Osmanskom Carstvu, i u tom smislu znači pobjednik, a koristila se za vojskovođe koji su se istaknuli u borbi na bojnom polju protiv nemuslimanskih neprijatelja.